# Indianapolis 500 1951
Das 35. Indianapolis 500 (offiziell XXXVth Indianapolis Motor Sweepstakes) fand am 30. Mai auf dem Indianapolis Motor Speedway in Indianapolis statt und war das zweite Rennen der Automobil-Weltmeisterschaft 1951 sowie das erste Rennen der AAA-Saison 1951.

## Bericht

### Hintergrund

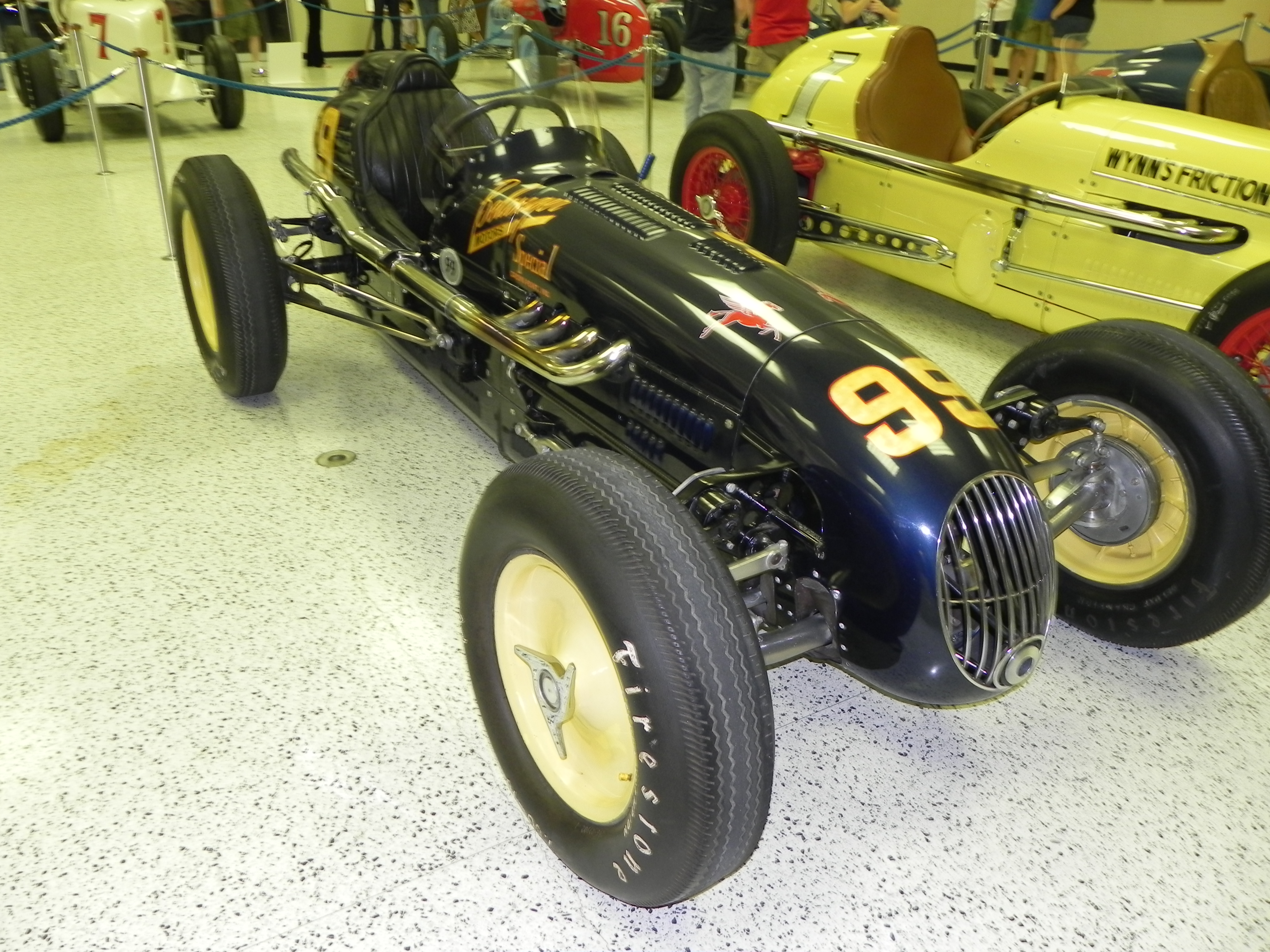
Kurtis Kraft Nr. 327; Siegerwagen von Lee Wallard

In den ersten elf Jahren (1950–1960) der Automobilweltmeisterschaft zählten die 500 Meilen von Indianapolis mit zur Fahrer-WM. Dies hatte aber weder auf der einen noch auf der anderen Seite des Atlantiks wesentlichen Einfluss auf das Renngeschehen. Kaum ein europäischer Fahrer ließ sich in Indianapolis blicken und umgekehrt. Selbst die Termine der Rennen ließen gegenseitige Starts meist nicht zu. 1951 fand das Rennen drei Tage nach dem Schweizer Grand Prix statt.
Nach dem Großen Preis der Schweiz führte Juan Manuel Fangio in der Fahrerwertung der Automobil-Weltmeisterschaft mit drei Punkten vor Piero Taruffi und mit fünf Punkten vor Giuseppe Farina.

### Training
Der Qualifikationsmodus der 500 Meilen von Indianapolis weicht erheblich von den in Europa üblichen Verfahren ab. Insgesamt versuchten sich 59 Fahrer für die 33 Startplätze zu qualifizieren. Wie schon im Vorjahr gelang Walt Faulkner ein neuer Rundenrekord (220,274 km/h). Dieses Mal reichte es aber nur zu einem Startplatz in der fünften Reihe, weil er seine Zeit am zweiten Qualifikationstag gefahren hatte. Auf die Pole-Position fuhr Duke Nalon, der seine vier Runden dauernde Qualifikationsfahrt mit einem Durchschnitt von 219,672 km/h absolvierte. Da ihm dies am ersten Qualifikationstag gelang, stand er auf dem besten Startplatz. Generell lagen die während der Qualifikation erreichten Geschwindigkeiten ca. 3–4 km/h höher als im Vorjahr, da Firestone einen neuen Reifentyp einsetzte, der weniger zum Rutschen neigte.

### Rennen
Bei heißem Wetter erwischte Jack McGrath den besten Start vor Lee Wallard. Beide lieferten sich in den ersten 10 Runden ein Kopf-an-Kopf-Rennen, wobei mal der eine, mal der andere vorne lag. Danach gelang es Cecil Green, auf das führende Duo aufzuschließen. Weiter hinten lieferten sich Faulkner, Mike Nazaruk, Jimmy Davies, Fred Agabashian, Bill Schindler und Johnnie Parsons ein ebenso spannendes Duell.
In der 23. Runde konnte Green den zweiten Platz erobern, während McGrath etwas zurückfiel. Dahinter spaltete sich die Verfolgergruppe auf. Faulkner, Davies und Agabashian bildeten ein Trio, dem Schindler, Nazaruk und Tony Bettenhausen folgten. Davies übernahm die Führung, als die vor ihm liegenden Fahrzeuge ihre Boxenstopps einlegten. Als er selbst stoppte, lag kurz Faulkner vorn, wurde aber rasch von Green überholt. In der 81. Runde explodierte Greens Motor, Wallard erbte die Führungsposition, nachdem er kurz zuvor Faulkner überholt hatte. In Runde 100 stoppte McGrath zum zweiten Mal und klagte über Beinkrämpfe. Daher übernahm genau bei Halbzeit Manuel Ayulo seinen Wagen. Faulkner war etwas zurückgefallen, kam durch die Ausfälle von Agabashian (Runde 109) und Davies (Runde 110) wieder auf den dritten Platz, als der beständig nach vorne drängende Mauri Rose ihn wieder auf Platz vier verwies. In Runde 123 war für Faulkner das Rennen zu Ende, als seine Kurbelwelle brach. Nur drei Runden später hatte Rose das Glück, unverletzt zu bleiben, als sich sein Wagen infolge eines defekten Rades überschlug.
In den letzten 50 Runden passierte dann nicht mehr viel, sieht man einmal davon ab, dass sich Andy Linden an Bobby Ball und Henry Banks vorbeidrängte. Wallard lag unangefochten vorne, bekam jedoch in den letzten Runden Probleme mit den Bremsen, was ihn nicht daran hinderte, das Rennen zu gewinnen. Es war das erste Mal, dass der Sieger die 500 Meilen in weniger als vier Stunden zurücklegte.
In der Fahrerwertung führten Fangio und Wallard vor Taruffi und Nazaruk.

## Meldeliste
| Team                   | Nr. | Fahrer            | Chassis                     | Motor       | Reifen |
| ---------------------- | --- | ----------------- | --------------------------- | ----------- | ------ |
| Blue Crown Spark Plug  | 01  | Henry Banks       | Moore                       | Offenhauser | F      |
| Blue Crown Spark Plug  | 22  | George Connor     | Lesovsky                    | Offenhauser | F      |
| Grant Piston Ring      | 02  | Walt Faulkner     | Kuzma                       | Offenhauser | F      |
| Ed Walsh               | 03  | Johnnie Parsons   | Kurtis Kraft KK 3000        | Offenhauser | F      |
| M.A. Walker            | 04  | Cecil Green       | Kurtis Kraft KK 3000        | Offenhauser | F      |
| William Ansted         | 05  | Tony Bettenhausen | Deidt Tuffanelli Derrico    | Offenhauser | F      |
| William Ansted         | 27  | Duane Carter      | Deidt Tuffanelli Derrico    | Offenhauser | F      |
| Verlin Brown           | 06  | Duke Dinsmore     | Schroeder                   | Offenhauser | F      |
| Kennedy Tank           | 07  | Paul Russo        | Nichels                     | Offenhauser | F      |
| Bardahl                | 08  | Chuck Stevenson   | Marchese Championship Racer | Offenhauser | F      |
| Bardahl                | 78  | Ray Knepper       | Silnes                      | Offenhauser | F      |
| Jack Hinkle            | 09  | Jack McGrath      | Kurtis Kraft KK 3000        | Offenhauser | F      |
| Jack Hinkle            | 09  | Manuel Ayulo      | Kurtis Kraft KK 3000        | Offenhauser | F      |
| HA Chapman             | 10  | Bill Schindler    | Kurtis Kraft KK 2000        | Offenhauser | F      |
| W. + J.                | 12  | Johnny McDowell   | Maserati 8CTF               | Offenhauser | F      |
| Pat Clancy             | 14  | Jerry Hoyt        | Ewing                       | Offenhauser | F      |
| Howard Keck            | 16  | Mauri Rose        | Deidt Tuffanelli Derrico    | Offenhauser | F      |
| Lewis Welch            | 18  | Duke Nalon        | Kurtis Kraft No. 4          | Novi        | F      |
| Lewis Welch            | 32  | Chet Miller       | Kurtis Kraft No. 3          | Novi        | F      |
| Tuffanelli-Derrico     | 19  | Mack Hellings     | Deidt Tuffanelli Derrico    | Offenhauser | F      |
| Ludson & Morris        | 23  | Cliff Griffith    | Kurtis Kraft KK 2000        | Offenhauser | F      |
| Richard Palmer         | 24  | Jackie Holmes     | Adams                       | Offenhauser | F      |
| Peter Schmidt          | 25  | Sam Hanks         | Kurtis Kraft KK 3000        | Offenhauser | F      |
| Bob Estes              | 26  | Joe James         | Watson CC50                 | Offenhauser | F      |
| Ray T. Brady           | 29  | George Fonder     | Deidt Tuffanelli Derrico    | Sparks      | F      |
| Ray T. Brady           | 63  | George Fonder     | Schroeder                   | Offenhauser | F      |
| Coast Grain            | 31  | Manuel Ayulo      | Lesovsky                    | Offenhauser | F      |
| Iddings                | 33  | Jimmy Daywalt     | Meyer                       | Offenhauser | F      |
| Pete Wales             | 34  | Johnnie Tolan     | Kurtis Kraft KK 2000        | Offenhauser | F      |
| Hancock Dome           | 35  | Frank Armi        | Bardazon                    | Offenhauser | F      |
| Rassey                 | 36  | George Lynch      | Rassey                      | Offenhauser | F      |
| Milt Marton            | 37  | Bob Sweikert      | Kurtis Kraft KK 2000        | Offenhauser | F      |
| Salay                  | 41  | Mike Salay        | Szalai                      | Offenhauser | F      |
| Gdula                  | 42  | Bill Boyd         | Gdula                       | Offenhauser | F      |
| Dan Levine             | 44  | Walt Brown        | Kurtis Kraft KK 3000        | Offenhauser | F      |
| Cincinnati Racing Cars | 45  | Jackie Holmes     | Adams                       | Offenhauser | F      |
| Safety Seal            | 46  | Bayliss Levrett   | Silnes                      | Offenhauser | F      |
| Deck Manufacturing     | 48  | Rodger Ward       | Bromme                      | Offenhauser | F      |
| Barzda                 | 49  | Joe Barzda        | Maserati 8CTF               | Offenhauser | F      |
| Barzda                 | 51  | Bud Sennett       | Maserati 8CTF               | Maserati    | F      |
| Blakely                | 52  | Bobby Ball        | Schroeder                   | Offenhauser | F      |
| William Lutes          | 53  | George Fonder     | Schroeder                   | Offenhauser | F      |
| Shaheen                | 56  | Myron Fohr        | Hill                        | Offenhauser | F      |
| George Leitenberger    | 57  | Andy Linden       | Sherman                     | Offenhauser | F      |
| Scopa                  | 58  | Frank Armi        | Scopa                       | Offenhauser | F      |
| Andy Granatelli        | 59  | Fred Agabashian   | Kurtis Kraft KK 3000        | Offenhauser | F      |
| Sarafoff               | 61  | Norm Houser       | Miller FD2810               | Offenhauser | F      |
| Motor Trends           | 62  | Bill Cantrell     | Johnson                     | Wayne       | F      |
| Ross Page              | 64  | Frank Armi        | Kurtis Kraft No. 2          | Duray       | F      |
| Glessner               | 66  | Kenny Eaton       | Stevens                     | Offenhauser | F      |
| Johnson                | 67  | Gordon Reid       | Silnes                      | Chevrolet   | F      |
| Eugene Cassaroll       | 68  | Carl Forberg      | Kurtis Kraft KK 3000        | Offenhauser | F      |
| Verlin Brown           | 69  | Gene Force        | Kurtis Kraft KK 2000        | Offenhauser | F      |
| Karl Hall              | 71  | Bill MacKey       | Hall                        | Offenhauser | F      |
| Viking Trailer         | 72  | Jimmy Bryan       | Lesovsky                    | Offenhauser | F      |
| Lee Elkins             | 73  | Carl Scarborough  | Kurtis Kraft KK 2000        | Offenhauser | F      |
| George Heller          | 75  | Leroy Warriner    | Kurtis Kraft No. 6          | Offenhauser | F      |
| Parks Offenhauser      | 76  | Jim Davies        | Pawl                        | Offenhauser | F      |
| Elgin Piston Pin       | 77  | Doc Shanebrook    | Stevens                     | Offenhauser | F      |
| Hart Fullerton         | 79  | Bill Cantrell     | Kurtis Kraft KK 4000        | Offenhauser | F      |
| Central Excavating     | 81  | Bill Vukovich     | Trevis                      | Offenhauser | F      |
| Jim Robbins            | 83  | Mike Nazaruk      | Kurtis Kraft KK 1000        | Offenhauser | F      |
| Thorne Engineering     | 88  | Joel Thorne       | Adams                       | Sparks      | F      |
| Trainor Chicago        | 89  | Danny Kladis      | Miller                      | Miller      | F      |
| J.C. Agajanian         | 98  | Troy Ruttman      | Kurtis Kraft KK 2000        | Offenhauser | F      |
| Murrell Belanger       | 99  | Lee Wallard       | Kurtis Kraft No. 327        | Offenhauser | F      |

## Klassifikation

### Startaufstellung
| Pos. | Fahrer            | Konstrukteur | Zeit     | Startreihe |
| ---- | ----------------- | ------------ | -------- | ---------- |
| 01   | Duke Nalon        | Kurtis Kraft | 4:23,740 | 1L         |
| 02   | Lee Wallard       | Kurtis Kraft | 4:26,590 | 1M         |
| 03   | Jack McGrath      | Kurtis Kraft | 4:28,050 | 1R         |
| 04   | Duane Carter      | Deidt        | 4:29,160 | 2L         |
| 05   | Mauri Rose        | Deidt        | 4:29,820 | 2M         |
| 06   | Troy Ruttman      | Kurtis Kraft | 4:32,080 | 2R         |
| 07   | Mike Nazaruk      | Kurtis Kraft | 4:32,350 | 3L         |
| 08   | Johnnie Parsons   | Kurtis Kraft | 4:32,410 | 3M         |
| 09   | Tony Bettenhausen | Deidt        | 4:32,830 | 3R         |
| 10   | Cecil Green       | Kurtis Kraft | 4:32,950 | 4L         |
| 11   | Fred Agabashian   | Kurtis Kraft | 4:26,610 | 4M         |
| 12   | Sam Hanks         | Kurtis Kraft | 4:30,680 | 4R         |
| 13   | Walt Brown        | Kurtis Kraft | 4:32,920 | 5L         |
| 14   | Walt Faulkner     | Kuzma        | 4:23,020 | 5M         |
| 15   | Carl Scarborough  | Kurtis Kraft | 4:25,460 | 5R         |
| 16   | Bill Schindler    | Kurtis Kraft | 4:28,590 | 6L         |
| 17   | Henry Banks       | Moore        | 4:28,860 | 6M         |
| 18   | Cliff Griffith    | Kurtis Kraft | 4:28,980 | 6R         |
| 19   | Chuck Stevenson   | Marchese     | 4:29,130 | 7L         |
| 20   | Bill Vukovich     | Trevis       | 4:29,210 | 7M         |
| 21   | George Connor     | Lesovsky     | 4:29,960 | 7R         |
| 22   | Gene Force        | Kurtis Kraft | 4:30,470 | 8L         |
| 23   | Mack Hellings     | Deidt        | 4:30,830 | 8M         |
| 24   | Carl Forberg      | Kurtis Kraft | 4:30,900 | 8R         |
| 25   | Rodger Ward       | Bromme       | 4:26,930 | 9L         |
| 26   | Johnny McDowell   | Maserati     | 4:31,750 | 9M         |
| 27   | Jim Davies        | Pawl         | 4:29,630 | 9R         |
| 28   | Chet Miller       | Kurtis Kraft | 4:25,100 | 10L        |
| 29   | Bobby Ball        | Schroeder    | 4:28,460 | 10M        |
| 30   | Joe James         | Watson       | 4:28,820 | 10R        |
| 31   | Andy Linden       | Sherman      | 4:32,260 | 11L        |
| 32   | Duke Dinsmore     | Schroeder    | 4:32,780 | 11M        |
| 33   | Bill MacKey       | Hall         | 4:33,820 | 11R        |
| DNQ  | Paul Russo        | Nichels      |          |            |
| DNQ  | Ray Knepper       | Silnes       |          |            |
| DNQ  | Jerry Hoyt        | Ewing        |          |            |
| DNQ  | Jackie Holmes     | Adams        |          |            |
| DNQ  | George Fonder     | Deidt        |          |            |
| DNQ  | George Fonder     | Schroeder    |          |            |
| DNQ  | Manuel Ayulo      | Lesovsky     |          |            |
| DNQ  | Jimmy Daywalt     | Meyer        |          |            |
| DNQ  | Johnnie Tolan     | Kurtis Kraft |          |            |
| DNQ  | Frank Armi        | Bardazon     |          |            |
| DNQ  | George Lynch      | Rassey       |          |            |
| DNQ  | Bob Sweikert      | Kurtis Kraft |          |            |
| DNQ  | Mike Salay        | Szalai       |          |            |
| DNQ  | Bill Boyd         | Gdula        |          |            |
| DNQ  | Jackie Holmes     | Adams        |          |            |
| DNQ  | Bayliss Levrett   | Silnes       |          |            |
| DNQ  | Joe Barzda        | Maserati     |          |            |
| DNQ  | Bud Sennett       | Maserati     |          |            |
| DNQ  | George Fonder     | Schroeder    |          |            |
| DNQ  | Myron Fohr        | Hill         |          |            |
| DNQ  | Frank Armi        | Scopa        |          |            |
| DNQ  | Norm Houser       | Miller       |          |            |
| DNQ  | Bill Cantrell     | Johnson      |          |            |
| DNQ  | Frank Armi        | Kurtis Kraft |          |            |
| DNQ  | Kenny Eaton       | Stevens      |          |            |
| DNQ  | Gordon Reid       | Silnes       |          |            |
| DNQ  | Jimmy Bryan       | Lesovsky     |          |            |
| DNQ  | Leroy Warriner    | Kurtis Kraft |          |            |
| DNQ  | Doc Shanebrook    | Stevens      |          |            |
| DNQ  | Bill Cantrell     | Kurtis Kraft |          |            |
| DNQ  | Joel Thorne       | Adams        |          |            |
| DNQ  | Danny Kladis      | Miller       |          |            |

## Rennergebnis
| Pos. | Fahrer            | Konstrukteur | Runden | Zeit        | Start | Schnellste Runde |
| ---- | ----------------- | ------------ | ------ | ----------- | ----- | ---------------- |
| 01   | Lee Wallard       | Kurtis Kraft | 200    | 3:57:38,05  | 02    | 1:07,260 (23.)   |
| 02   | Mike Nazaruk      | Kurtis Kraft | 200    | + 1:47,24   | 07    |                  |
| 03   | Jack McGrath      | Kurtis Kraft | 100    | + 2:51,39   | 03    |                  |
| 03   | Manuel Ayulo      | Kurtis Kraft | 100    | + 2:51,39   | 03    |                  |
| 04   | Andy Linden       | Sherman      | 200    | + 4:40,12   | 31    |                  |
| 05   | Bobby Ball        | Schroeder    | 200    | + 4:52,23   | 29    |                  |
| 06   | Henry Banks       | Moore        | 200    | + 5:40,02   | 17    |                  |
| 07   | Carl Forberg      | Kurtis Kraft | 193    | + 7 Runden  | 24    |                  |
| 08   | Duane Carter      | Deidt        | 180    | + 20 Runden | 04    |                  |
| –    | Tony Bettenhausen | Deidt        | 178    | DNF         | 09    |                  |
| –    | Duke Nalon        | Kurtis Kraft | 151    | DNF         | 01    |                  |
| –    | Gene Force        | Kurtis Kraft | 142    | DNF         | 22    |                  |
| –    | Sam Hanks         | Kurtis Kraft | 135    | DNF         | 12    |                  |
| –    | Bill Schindler    | Kurtis Kraft | 129    | DNF         | 16    |                  |
| –    | Mauri Rose        | Deidt        | 126    | DNF         | 05    |                  |
| –    | Walt Faulkner     | Kuzma        | 123    | DNF         | 14    |                  |
| –    | Jim Davies        | Pawl         | 110    | DNF         | 27    |                  |
| –    | Fred Agabashian   | Kurtis Kraft | 109    | DNF         | 11    |                  |
| –    | Carl Scarborough  | Kurtis Kraft | 100    | DNF         | 15    |                  |
| –    | Bill MacKey       | Hall         | 97     | DNF         | 33    |                  |
| –    | Chuck Stevenson   | Marchese     | 93     | DNF         | 19    |                  |
| –    | Johnnie Parsons   | Kurtis Kraft | 87     | DNF         | 08    |                  |
| –    | Cecil Green       | Kurtis Kraft | 80     | DNF         | 10    |                  |
| –    | Troy Ruttman      | Kurtis Kraft | 78     | DNF         | 06    |                  |
| –    | Duke Dinsmore     | Schroeder    | 73     | DNF         | 32    |                  |
| –    | Chet Miller       | Kurtis Kraft | 56     | DNF         | 28    |                  |
| –    | Walt Brown        | Kurtis Kraft | 55     | DNF         | 13    |                  |
| –    | Rodger Ward       | Bromme       | 34     | DNF         | 25    |                  |
| –    | Cliff Griffith    | Kurtis Kraft | 30     | DNF         | 18    |                  |
| –    | Bill Vukovich     | Trevis       | 29     | DNF         | 20    |                  |
| –    | George Connor     | Lesovsky     | 29     | DNF         | 21    |                  |
| –    | Mack Hellings     | Deidt        | 18     | DNF         | 23    |                  |
| –    | Johnny McDowell   | Maserati     | 15     | DNF         | 26    |                  |
| –    | Joe James         | Watson       | 8      | DNF         | 30    |                  |

## WM-Stand nach dem Rennen
Die ersten fünf bekamen 8, 6, 4, 3 bzw. 2 Punkte; einen Punkt gab es für die schnellste Runde. Es zählten nur die vier besten Ergebnisse aus acht Rennen.

### Fahrerwertung
| Pos. | Fahrer                  | Konstrukteur | Punkte |
| ---- | ----------------------- | ------------ | ------ |
| 01   | Juan Manuel Fangio      | Alfa Romeo   | 9      |
| 02   | Lee Wallard             | Kurtis Kraft | 9      |
| 03   | Piero Taruffi           | Ferrari      | 6      |
| 04   | Mike Nazaruk            | Kurtis Kraft | 6      |
| 05   | Giuseppe Farina         | Alfa Romeo   | 4      |
| 06   | Consalvo Sanesi         | Alfa Romeo   | 3      |
| 07   | Andy Linden             | Sherman      | 3      |
| 08   | Jack McGrath            | Kurtis Kraft | 2      |
| 09   | Emmanuel de Graffenried | Alfa Romeo   | 2      |
| 10   | Manuel Ayulo            | Kurtis Kraft | 2      |
| 11   | Bobby Ball              | Schroeder    | 2      |
| 12   | Alberto Ascari          | Ferrari      | 0      |
| 13   | Louis Chiron            | Maserati     | 0      |
| 14   | Stirling Moss           | HWM          | 0      |

| Pos. | Fahrer                | Konstrukteur   | Punkte |
| ---- | --------------------- | -------------- | ------ |
| 15   | Louis Rosier          | Talbot-Lago    | 0      |
| 16   | Philippe Étancelin    | Talbot-Lago    | 0      |
| 17   | Rudolf Fischer        | Ferrari        | 0      |
| 18   | Harry Schell          | Maserati       | 0      |
| 19   | Johnny Claes          | Talbot-Lago    | 0      |
| 20   | Guy Mairesse          | Talbot-Lago    | 0      |
| –    | Peter Whitehead       | Ferrari        | 0      |
| –    | Henri Louveau         | Talbot-Lago    | 0      |
| –    | George Abecassis      | HWM            | 0      |
| –    | Yves Giraud-Cabantous | Talbot-Lago    | 0      |
| –    | Luigi Villoresi       | Ferrari        | 0      |
| –    | José Froilán González | Talbot-Lago    | 0      |
| –    | Peter Hirt            | Veritas-Meteor | 0      |